# Boissy-l’Aillerie
Boissy-l’Aillerie ist eine französische Gemeinde mit 2.114 Einwohnern (Stand: 1. Januar 2022) im Département Val-d’Oise in der Region Île-de-France. Sie gehört zum Arrondissement Pontoise und zum Kanton Pontoise (bis 2015: Kanton Cergy-Nord). Boissy-l’Aillerie gehört zur Ville nouvelle Cergy-Pontoise. Die Einwohner werden Buxerien(ne)s genannt.

## Geographie
Boissy-l’Aillerie befindet sich etwa 35 Kilometer nordwestlich von Paris am kleinen Fluss Viosne. Umgeben wird Boissy-l’Aillerie von den Nachbargemeinden Cormeilles-en-Vexin im Norden und Nordwesten, Génicourt im Nordosten, Osny im Osten und Südosten, Puiseux-Pontoise im Süden und Südwesten sowie Montgeroult im Westen.
Im Gemeindegebiet liegt der Flughafen Pontoise-Cormeilles-en-Vexin.

## Bevölkerungsentwicklung
| Jahr                       | 1962 | 1968 | 1975 | 1982 | 1990 | 1999 | 2006 | 2017 |
| Einwohner                  | 889  | 991  | 1091 | 1237 | 1659 | 1668 | 1750 | 1816 |
| Quellen: Cassini und INSEE |      |      |      |      |      |      |      |      |

## Sehenswürdigkeiten
- romanische Kirche Saint-André aus dem 12. Jahrhundert auf den Resten eines Kybeletempels aus der gallorömischen Zeit errichtet, seit 1926 Monument historique
- Altes Herrenhaus
- Herrenhaus Réal und schiefer Turm
- Waschhaus
- Große Mühle
- Kleine Mühle
- Empfangsgebäude des Bahnhofs

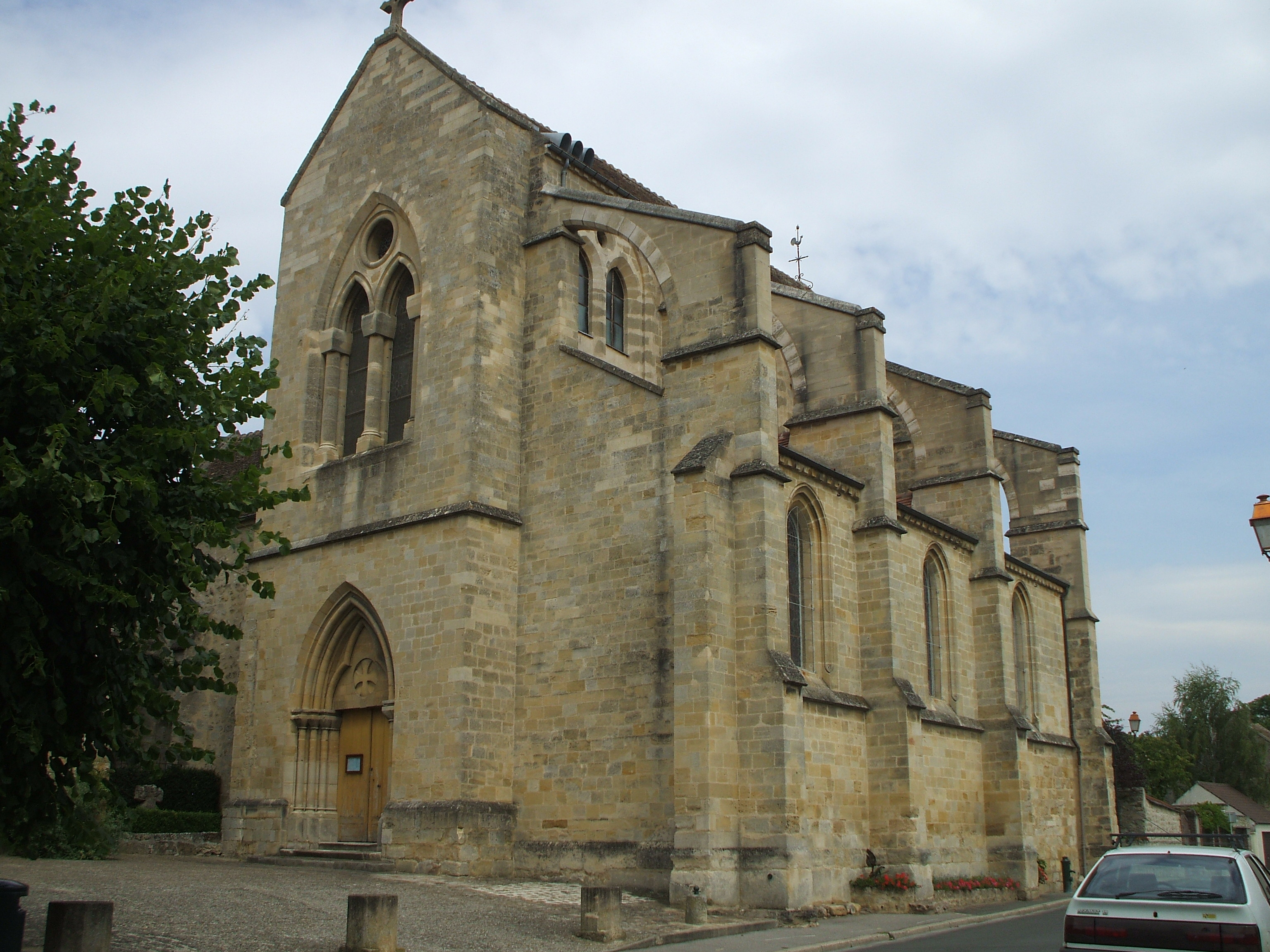
Kirche Saint-André
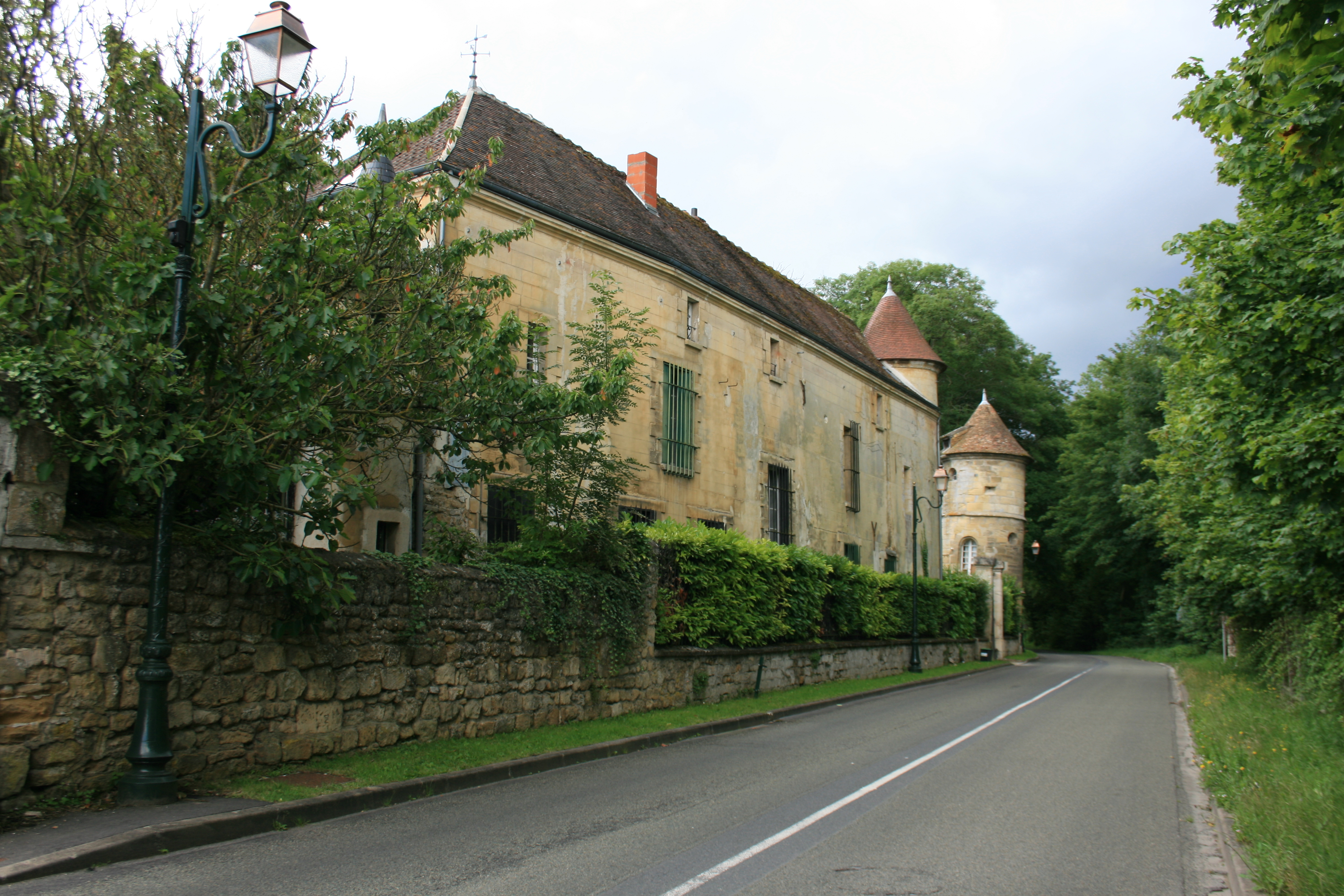
Herrenhaus von Réal
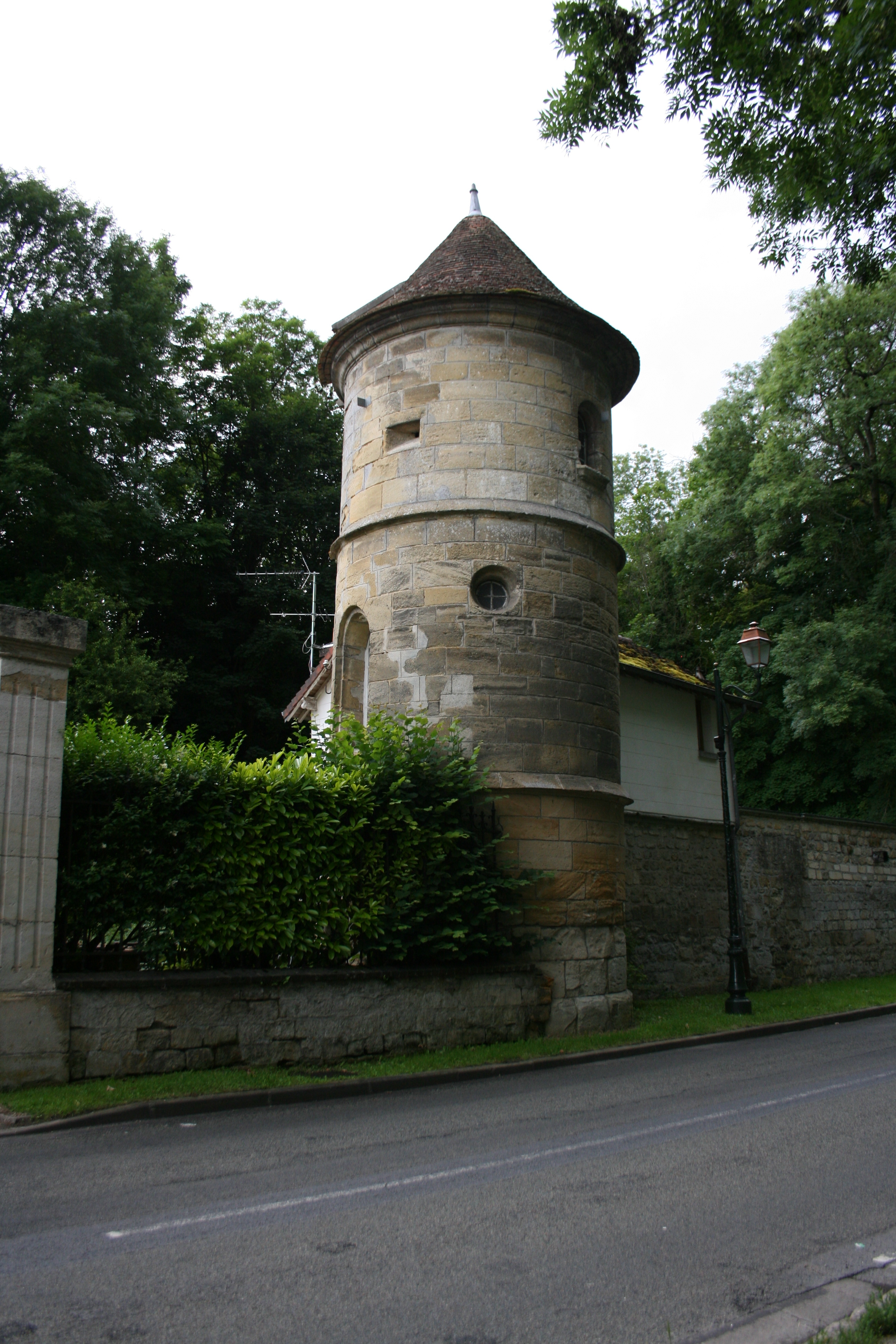
Schiefer Turm
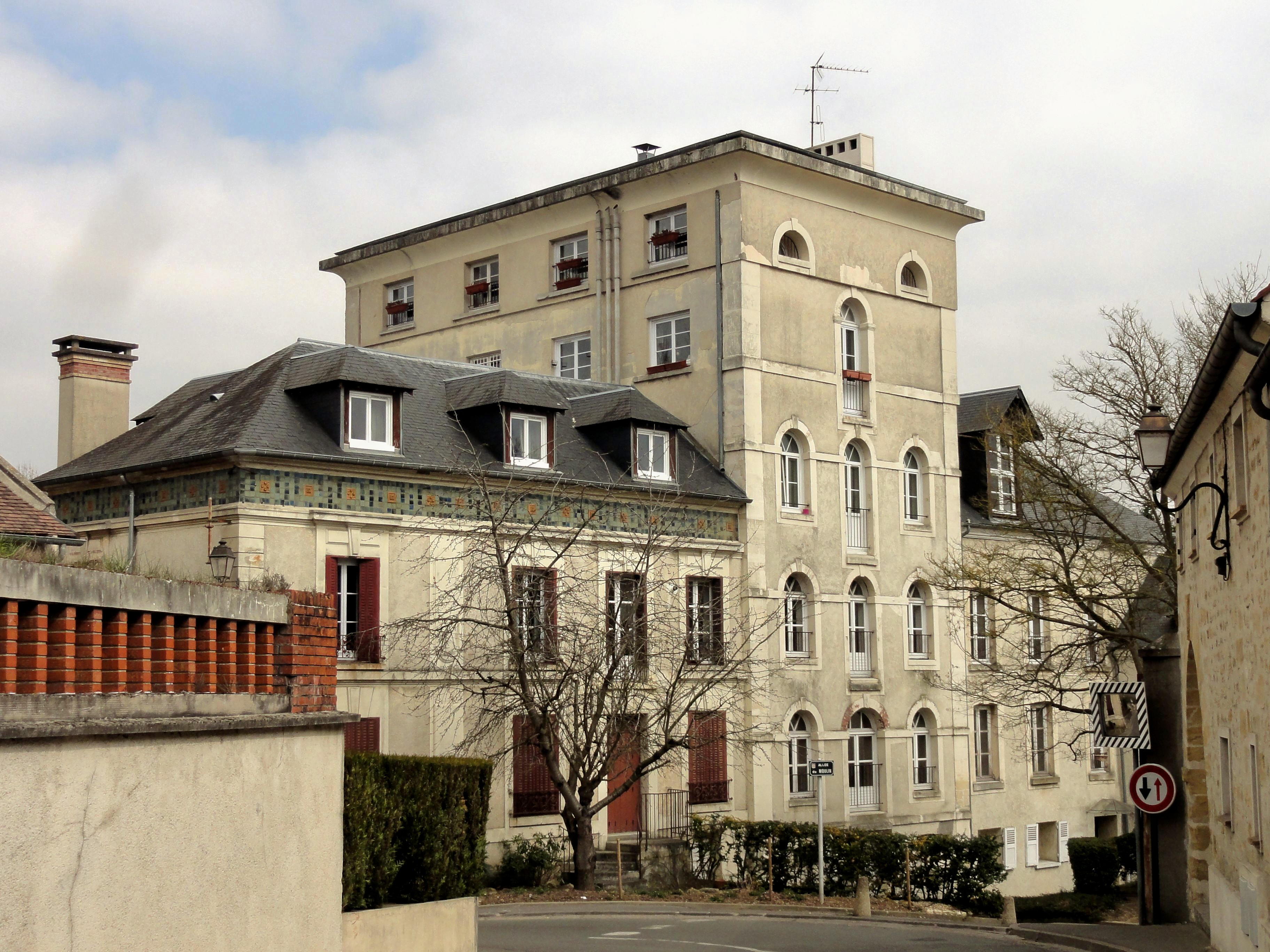
Große Mühle